# Sergio Pérez Visca
Sergio Maximiliano Pérez Visca (Montevideo, Uruguay, 26 de mayo de 1988) es un exfutbolista uruguayo que jugaba en la posición de centrocampista ofensivo o delantero. Actualmente es el vicepresidente de la Mutual de Jugadores profesionales del Uruguay.

## Clubes

### Como jugador
| Club                 | País      | Año         |
| -------------------- | --------- | ----------- |
| Peñarol              | Uruguay   | 2007 - 2008 |
| Tacuarembó (cedido)  | Uruguay   | 2008        |
| Peñarol              | Uruguay   | 2009 - 2010 |
| Cerro (cedido)       | Uruguay   | 2010 - 2011 |
| Racing de Montevideo | Uruguay   | 2011        |
| Cerro                | Uruguay   | 2012        |
| Central Español      | Uruguay   | 2012        |
| Club Almirante Brown | Argentina | 2013 - 2014 |
| Deportes Concepción  | Chile     | 2014–2015   |
| Progreso             | Uruguay   | 2016 - 2018 |
| Albion               | Uruguay   | 2019        |

## Palmarés y Ogros
| Título                    | Cub              | País    | Año  |
| ------------------------- | ---------------- | ------- | ---- |
| Campeonato Clausura       | Peñarol          | Uruguay | 2008 |
| Liguilla Pre-Libertadores | Cerro            | Uruguay | 2009 |
| Play-offs 3er Aceenso     | Progreso         | Uruguay | 2017 |
| Descenso divisional B     | Club Jesús María | Uruguay | 2023 |